# Keeping the Nite Light Burning
Keeping The Nite Light Burning je desáté studiové album britské progresivně rockové skupiny Magnum, vydané v roce 1993 u Jet Records. Celé album je akustické.

## Seznam skladeb
Všechny skladby napsal(i) Tony Clarkin. 
| Pořadí | Název                 | Délka |
| ------ | --------------------- | ----- |
| 1.     | The Prize             | 4:40  |
| 2.     | Heartbroke And Busted | 3:32  |
| 3.     | Foolish Heart         | 2:56  |
| 4.     | Lonely Night          | 4:17  |
| 5.     | Start Talking Love    | 3:41  |
| 6.     | Only A Memory         | 3:43  |
| 7.     | Need A Lot Of Love    | 5:41  |
| 8.     | Maybe Tonight         | 3:30  |
| 9.     | One Night Of Passion  | 3:52  |
| 10.    | Without Your Love     | 4:45  |
| 11.    | Shoot                 | 3:59  |
| 12.    | Soldier Of The Line   | 3:59  |

## Sestava

### Magnum
- Tony Clarkin – kytara
- Bob Catley – zpěv
- Wally Lowe – baskytara
- Mark Stanway – klávesy
- Mickey Barker – bicí

### Hosté
- Paul Roberts – pozoun
- Bob Poutney – trubka
- Rob Hughes – saxofon
- Gill Stevenson – violoncello